# Kleinzell
Kleinzell is een gemeente in de Oostenrijkse deelstaat Neder-Oostenrijk, gelegen in het district Lilienfeld (LF). De gemeente heeft ongeveer 800 inwoners.

## Geografie
Kleinzell heeft een oppervlakte van 93,02 km². Het ligt in het centrum van het land, ten zuidwesten van de hoofdstad Wenen.